# Añasco
Añasco es un municipio de la región del Valle Costero Oeste del Estado Libre Asociado de Puerto Rico. Fundado el 18 de octubre de 1733 por Don Luis de Añasco. También conocido como El Pueblo de los Morcilleros, La Ciudad Donde los Dioses Murieron y Los Nativos. Añasco está repartida en 23 barrios y Añasco Pueblo,  el centro administrativo y principal pueblo del municipio.

## Historia
Como una gran parte de las localidades de Puerto Rico, Añasco fue fundada por gentes provenientes de las Islas Canarias.

## Geografía
Añasco abarca 102.95 kilómetros cuadrados (39.75 millas cuadradas) y está localizado en el valle costero de la región Oeste de la Isla; al norte de Mayagüez y Las Marías, al sur de Rincón, Aguada y Moca, al oeste de San Sebastián y Las Marías. Sus picos más altos son Canta Gallo (370 m), Gordo (340 m) y Pichón (340 m).

### Ríos
- Río Grande de Añasco
- Río Humatas
- Río Casey
- Río La Balase
- Río La Mona

## Barrios
- Añasco Pueblo
- Añasco Abajo
- Añasco Arriba
- Caguabo
- Caracol
- Carreras
- Casey Abajo
- Casey Arriba
- Cerro Gordo
- Cidra
- Corcovada
- Dagüey
- Espino
- Hatillo
- Humatas
- Marías
- Miraflores
- Ovejas
- Piñales
- Playa
- Quebrada Larga
- Río Arriba
- Río Cañas